# アドリアン・フルモー
アドリアン・フルモー（Adrien Fourmaux、1995年5月3日 - ）は、フランス出身のラリードライバー。2019年からMスポーツで参戦を続けていたが、2025年からはヒョンデ・シェル・モービス WRTから参戦する。

## 略歴
モータースポーツファンである家のもとに生まれた。2018年に国内のラリー選手権を制覇し、翌年のラリー・モンテカルロでWRCデビュー。下位カテゴリであるWRC2ではいきなり表彰台を飾り、この功績が響いたのか、ドライバーズランキング13位で終えた。

### Mスポーツ・フォード
2020年はMスポーツ・フォードと契約し、7戦中6戦に出場した。表彰台に上がった回数は前年を上回ったが、優勝には至らずドライバーズランキング3位で終えた。
2021年も引き続きWRC2に参戦するが、チームメイトとなったテーム・スニネンと共有する形で、2台目のフォード・フィエスタWRCで出場する。WRカーデビューとなった第3戦ラリー・クロアチアでは、初日からチームメイトでエースのガス・グリーンスミスを圧倒し2度のステージ2番手タイムを記録するなどデビュー戦ながら5位に入り、いきなりその存在感をアピールした。第6戦サファリラリーでは最終日のSS16で自身初のステージ勝利をマークし自己最高の4位でフィニッシュしたが、ラリー終了後にSS14でコーナーをショートカットし過ぎたため10秒ペナルティが加算されたことで、グリーンスミスに僅か0.1秒先行され5位に終わった。初開催の第8戦イープル・ラリーでは初日に大クラッシュを喫しリタイア。このラリー終了後にチームメイトのテーム・スニネンが離脱を発表し、これによりフルモーはWRC2参戦を切り上げ最終戦までWRカーでの参戦が決まった。第10戦フィンランドからこれまでコンビを組んでいたルノー・ジャムールに代わり同じフランス出身のアレクサンドル・コリアとコンビを組むことになった。コンビ初戦は7位となったが、残りのラリー・カタルーニャでは15位、ラリー・モンツァでは53位とスピードを発揮しながらミスとクラッシュに泣かされた。しかし年間ランキングでは初のWRカー参戦ながら10位と健闘した。
2022年は同チームから新規定車両のフォード・プーマ ラリー1で初のフル参戦となる。開幕戦の初日SS2では4番手のタイムを記録するが、SS3でアクシデントによりリタイアした。悪い流れは続き、中盤までに5度のイベントリタイアを喫するなど酷く安定感を欠いている。第9戦の最終日にクラッシュを喫しロールケージにダメージを負い次のラリーまで修復が間に合わないため第12戦ラリー・カタルーニャ以外は欠場を余儀なくされた。結局不振からは抜け出せずこの年の最高位はラリー・エストニアの7位で年間ランキングは昨年を下回る16位で終わった。ラリー1フル参戦勢にもかかわらず圧倒的に参戦数の少ないラリー2勢にも抜かれてしまった。
2023年は前年の成績不振を受けてWRC2に降格。第7戦サルディニアでは終盤までトップに立っていたが、最終SSでのコースオフでマシンにダメージを負いリタイアとなり今季初勝利はお預けとなった。結局これが響きシーズン未勝利に終わり表彰台は第9戦フィンランドでの2位一度のみでランキング8位となった。しかし並行で参戦した英国ラリー選手権では出場した5戦全てで優勝し格の違いを見せチャンピオンを獲得した。この結果を受けフルモーは最終戦ラリー・ジャパンにピエール＝ルイ・ルーベに代わりフォード・プーマ ラリー1で参戦することが決定した。最終戦ではシェイクダウンでチームメイトのオィット・タナックを上回る7番手タイム、SS1の豊田スタジアムでのSSSでは7番手とまずまずのスタートを切る。しかし大雨が降ったSS2伊勢神トンネルでの11.81km地点の右コーナーで曲がりきれずにフロントから谷に転落してしまった。このコーナーには先に前を走っていたヒョンデのダニ・ソルドもコントロールを失い谷に転落していたが、幸いどちらにも怪我はなかった。しかしシャシーにまでダメージが及んでいたためフルモーは本来の実力を発揮する前にリタイアとなった。しかしシーズン終了後に同じくWRC2に参戦したチームメイトグレゴワール・ムンスターと共に2024年のラリー1へフル参戦が決まった。
2024年はラリー1へ再昇格し、Mスポーツのエースドライバーとして参戦する。開幕戦では5位に入り、続くラリー・スウェーデンではランキング上位が先頭スタートによる雪かき役や次々と上位勢が後退していく中ポディウム圏内に浮上し、SS11では久しぶりのトップタイムをマークしトヨタのエルフィン・エバンスと2位争いを繰り広げた。しかし最終日はペースを上げたエバンスには敗れたものの初となる3位表彰台を獲得した。サファリ・ラリーでも好調を維持しスウェーデンに続き2戦連続の3位表彰台に入り、4戦を終えてヒョンデのティエリー・ヌービルとエバンスに次ぐランキング3位につけた。その後の高速グラベルのラリー・ポーランドとラリー・フィンランドでも3位表彰台に立った。最終戦ラリー・ジャパンではトヨタのオジェ、勝田と3位争いを繰り広げ、オジェに先行されるも勝田の追撃を振り切り5度目の3位を獲得した。2年前のフル参戦時と違いこの年はほとんどのラリーをトップ5圏内で完走する抜群の安定感を発揮し未勝利であるにも関わらず年間ランキングでは過去最高の5位と好成績で終えた。

### ヒョンデ
2024年は自身の飛躍の年になった一方で、シーズン後半からは実力が評価されヒョンデからオファーが舞い込んたことで移籍が噂され当初は否定していたが、最終的にヒョンデ代表のシリル・アビデブールからの引き抜きに応じた。これに加入当初から苦楽を共にしてきたMスポーツ代表のリチャード・ミルナーは「彼らがいないことを寂しく思うだろう。最後に、ふたりには心から敬意を表したい」と今後の健闘を祈念した。
2025年はヒョンデへ移籍しダブルエースのヌービル、タナックと共にフル参戦となる。

## 人物
整形外科医を目指して、リール大学の医学部に通っていた経験がある。

## 戦績
| 年     | 所属チーム           | ランキング | 獲得ポイント | 最高位・回数 | 表彰台回数 |
| ------ | -------------------- | ---------- | ------------ | ------------ | ---------- |
| 2019年 | 個人名義             | 28位       | 1            | 10位・1回    | 0回        |
| 2020年 | MスポーツフォードWRT | 22位       | 2            | 9位・1回     | 0回        |
| 2021年 | MスポーツフォードWRT | 10位       | 42           | 5位・2回     | 0回        |
| 2022年 | MスポーツフォードWRT | 16位       | 13           | 7位・1回     | 0回        |
| 2023年 | MスポーツフォードWRT | 21位       | 8            | 8位・2回     | 0回        |
| 2024年 | MスポーツフォードWRT | 5位        | 162          | 3位・5回     | 5回        |

* シーズン進行中

### WRCでの年度別成績
| 年     | エントラント           | 車両                     | 1       | 2       | 3       | 4      | 5       | 6       | 7      | 8       | 9       | 10     | 11     | 12     | 13      | 14    | WDC  | ポイント |
| ------ | ---------------------- | ------------------------ | ------- | ------- | ------- | ------ | ------- | ------- | ------ | ------- | ------- | ------ | ------ | ------ | ------- | ----- | ---- | -------- |
| 2019年 | アドリアン・フルモー   | Ford Fiesta R5           | MON 10  |         |         | FRA 30 | ARG     | CHL     | POR 13 |         |         | GER 23 | TUR    | GBR 15 |         |       | 28位 | 1        |
| 2019年 | アドリアン・フルモー   | Ford Fiesta R2           |         | SWE 45  | MEX     |        |         |         |        | ITA 36  | FIN 23  |        |        |        |         |       | 28位 | 1        |
| 2019年 | アドリアン・フルモー   | Ford Fiesta R5 Mk. II    |         |         |         |        |         |         |        |         |         |        |        |        | ESP 32  | AUS C | 28位 | 1        |
| 2020年 | Mスポーツ・フォードWRT | Ford Fiesta R5 Mk. II    | MON 15  | SWE 18  | MEX     | EST 13 | TUR 9   | ITA Ret | MNZ 49 |         |         |        |        |        |         |       | 22位 | 2        |
| 2021年 | Mスポーツ・フォードWRT | Ford Fiesta R5 Mk. II    | MON 9   | ARC 48  |         |        | ITA 30  |         | EST 12 |         |         |        |        |        |         |       | 10位 | 42       |
| 2021年 | Mスポーツ・フォードWRT | フォード・フィエスタWRC  |         |         | CRO 5   | POR 6  |         | KEN 5   |        | BEL Ret | GRE 7   | FIN 7  | ESP 16 | MNZ 55 |         |       | 10位 | 42       |
| 2022年 | Mスポーツ・フォードWRT | フォード・プーマ ラリー1 | MON Ret | SWE Ret | CRO Ret | POR 9  | ITA Ret | KEN 13  | EST 7  | FIN 18  | BEL Ret | GRE WD | NZL WD | ESP 8  | JPN WD  |       | 16位 | 13       |
| 2023年 | Mスポーツ・フォードWRT | Ford Fiesta Rally2       | MON 13  | SWE     | MEX 16  | CRO 12 | POR 15  | ITA Ret | KEN    | EST     | FIN 8   | GRE 11 | CHL    | EUR 8  |         |       | 20位 | 8        |
| 2023年 | Mスポーツ・フォードWRT | フォード・プーマ ラリー1 |         |         |         |        |         |         |        |         |         |        |        |        | JPN Ret |       | 20位 | 8        |
| 2024年 | Mスポーツ・フォードWRT | フォード・プーマ ラリー1 | MON 5   | SWE 3   | KEN 3   | CRO 17 | POR 4   | ITA 14  | POL 3  | LAT 4   | FIN 3   | GRE 21 | CHL 5  | EUR 32 | JPN 3   |       | 5位  | 162      |